# Manuel Cargaleiro
Manuel Alves Cargaleiro ComSE • GCM • GCIH • GCCa (Chão das Servas, Vila Velha de Ródão, 16 de março de 1927 – Lisboa, 30 de junho de 2024) foi um pintor e ceramista português.

## Citação
«Comecei a minha vida de artista como ceramista e sou ceramista mesmo quando faço pintura a óleo. Não consigo imaginar uma coisa sem a outra. As minhas duas práticas, claro que se influenciam mutuamente. Não posso esquecer todos os meus conhecimentos sobre a história da faiança ou sobre a decoração mural quando pinto, assim como não esqueço a minha cultura pictórica quando crio em cerâmica. Está tudo muito ligado, e é isso que constitui a minha especificidade. Eu não copio os meus quadros nos azulejos: pinto diretamente sobre a faiança, sem desenho prévio, como numa tela.»

## Percurso artístíco e pessoal
Pintor e ceramista português, era oriundo da Beira Baixa, onde nasceu em 1927. O seu pai, Manuel, era gestor agrícola, e a mãe, Ermelinda, uma especialista em mantas de retalhos coloridas com formas geométricas variadas (patchwork).
Inscreveu-se na Faculdade de Ciências de Lisboa e chegou a trabalhar num banco, mas frequentava as aulas livres da Academia de Belas-Artes e o atelier de olaria de José Trindade.
Em 1945, inicia as primeiras experiências de modelação de barro, na olaria de José Trindade, no Monte de Caparica.
Em 1946, inscreve-se na Faculdade de Ciências da Universidade de Lisboa, que vem a abandonar para se dedicar às artes plásticas, iniciando-se como ceramista na Fábrica Sant'Anna, em Lisboa.
Em 1949, participa na Primeira Exposição de Cerâmica Moderna organizado por António Ferro, na Sala de Exposições do Secretariado Nacional da Informação. Cultura Popular e Turismo (SNI), no Palácio Foz, em Lisboa.
Em 1950, organiza, com a Comissão Municipal de Turismo do Concelho de Almada, o I Salão de Artes Plásticas da Caparica, em Almada.
Em 1951, participa na Segunda Exposição de Cerâmica Moderna, onde obtém uma menção honrosa.
Em 1952, tem a sua primeira exposição individual, realizada na Sala de Exposições do SNI.
Nesse mesmo ano participa na Terceira Exposição de Cerâmica Moderna, onde obtém uma menção honrosa, e na exposição coletiva Mostruário da Arte e da Vida Metropolitana, no âmbito das Comemorações do IV Centenário da Morte de São Francisco Xavier, organizado pela Agência Geral do Ultramar, em Goa.
Em 1953, expõe pintura pela primeira vez no Salão da Jovem Pintura, na Galeria de Março, em Lisboa.
Em 1954, apresenta a exposição individual Cerâmicas de Manuel Cargaleiro, na 24.ª exposição da Galeria de Março, em Lisboa.
Nesse mesmo, ano recebe o prémio de artes plásticas Sebastião de Almeida, para ceramistas, atribuído pelo SNI. É ainda em 1954 que inicia a sua atividade como professor de Cerâmica na Escola de Artes Decorativas António Arroio, em Lisboa. É igualmente neste ano conhece Maria Helena Vieira da Silva, Árpád Szenes e Roger Bissière.
Em 1955, dirige os trabalhos de passagem para cerâmica das estações da Via Sacra do Santuário de Fátima, da autoria de Lino António. Nesse mesmo ano, participa na exposição coletiva Fifth International Exhibition of Ceramic Art, no Kiln Club of Washington, em Washington, D.C., e recebe o Diplôme d’Honnneur de l’Académie Internationale de la Céramique (AIC), aquando da sua participação no I Festival International de Céramique, em Cannes.
Participa igualmente numa exposição coletiva com Fernando Lemos e Marcelino Vespeira, na Galeria Pórtico, em Lisboa.
Em 1956, participa no Primeiro Salão dos Artistas de Hoje, na Sociedade Nacional de Belas Artes (SNBA), em Lisboa.
Nesse mesmo ano:
- Recebe o primeiro prémio no concurso para o revestimento em cerâmica dos edifícios da Cidade Universitária de Lisboa.[6]
- Realiza os painéis de cerâmica para o Jardim Municipal de Almada.
- Realiza o painel de azulejos para a fachada da nova Igreja de Santo António, em Moscavide.

Em 1957, recebe uma bolsa do Governo Italiano, por intermédio do Instituto de Alta Cultura, que lhe permite visitar Itália e estudar a arte da cerâmica em Faença, com Giuseppe Liverani, Roma e Florença.
Nesse mesmo ano, instala-se em Paris.
Em 1958, recebe uma bolsa da Fundação Calouste Gulbenkian para a realização de um estágio na Faiencerie de Gien, sob a orientação de Roger Bernard. Nesse mesmo ano:
- Participa no XVI Concorso nazionale della ceramica: Faenza no Museo Internazionale delle Ceramiche in Faenza (MIC). Oferece peças de cerâmica popular, dois painéis e um vaso de sua autoria para a reconstituição da secção portuguesa do MIC, muito danificado durante a Segunda Guerra Mundial.
- Participa na III Exposição de Artes Plásticas, no Convento dos Capuchos, em Almada.

Em 1959, adquire um atelier na Rue des Grands-Augustins 19, em Paris, onde passa a residir. Nesse mesmo ano:
- Participa numa exposição coletiva, com Camille Bryen, Jean Arp e Max Ernst, na Galerie Edouard Loeb, em Paris
- Participa na exposição Céramiques Contemporaines, no Musée des Beaux-Arts em Ostende, na Bélgica.

Em 1960 Participa na I Exposição de Poesia Ilustrada, no Café Dragão Vermelho, Almada.   Participa na exposição coletiva Arte Moderna, no Café Dragão Vermelho, Almada.   Participa na IV Exposição de Artes Plásticas, no Convento dos Capuchos, em Almada. Participa na exposição da AIC, no Musée Ariana, Genebra, Suíça. Exposição coletiva na Galerie Edouard Loeb, Paris.
Morre a 30 de junho de 2024, em Lisboa, aos 97 anos, tendo sido declarado um dia de luto nacional em Portugal pela sua morte.

## Exposições
Realiza a exposição Cerâmica de Manuel Cargaleiro na Galeria Diário de Notícias, em Lisboa.

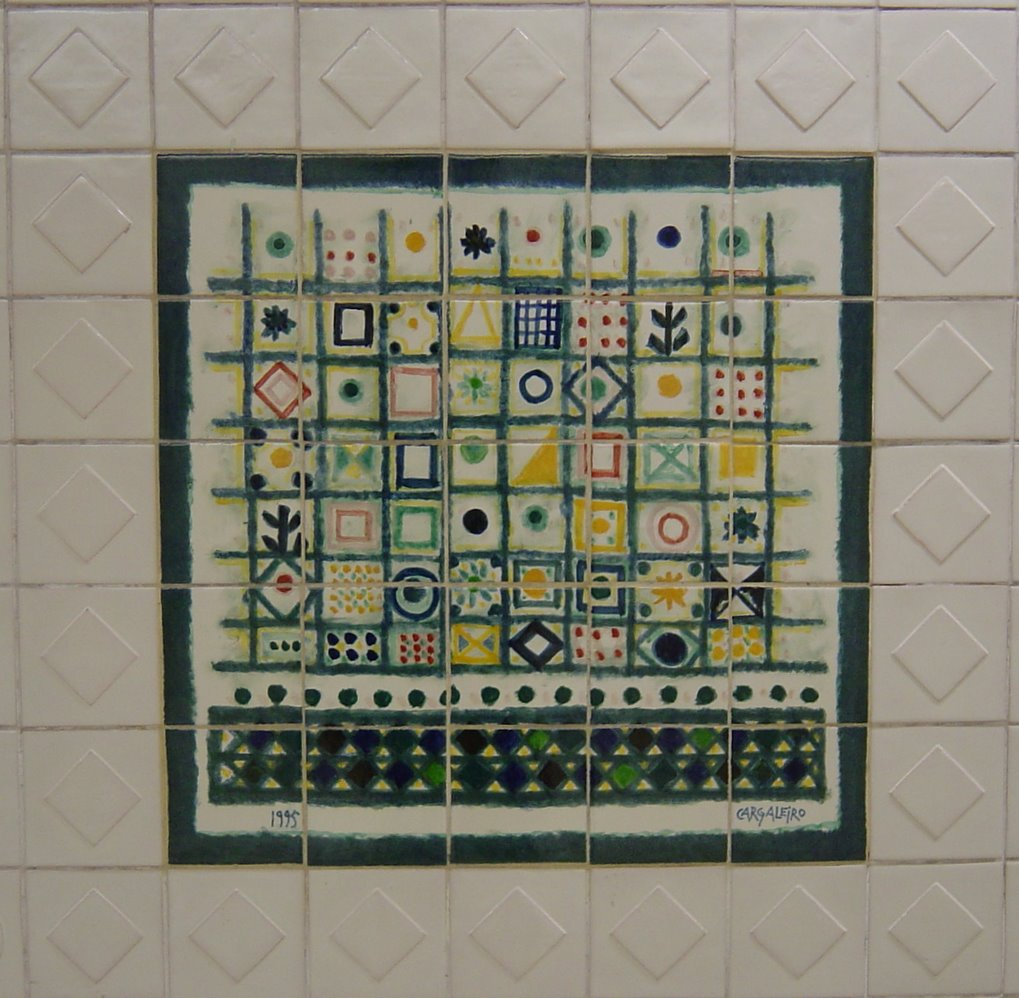
Estação do Metro de Champs Elysées-Clémenceau.

## Algumas obras
A sua obra dispersa-se pela cerâmica, pintura, gravura, guache, tapeçaria e desenho, tendo executado painéis cerâmicos para o Jardim Municipal de Almada, fachada da Igreja de Moscavide (1956), fachada do Instituto Franco-Português de Lisboa (1983), estação do Metro de Champs Elysées-Clémenceau, de Paris (1995), painel para a escola com o seu nome no Seixal (1998), estação de serviço de Óbidos na auto-estrada do Atlântico (2000), fonte no Parque da Cidade de Castelo Branco (2004) e a Estação Colégio Militar/Luz do Metropolitano de Lisboa.

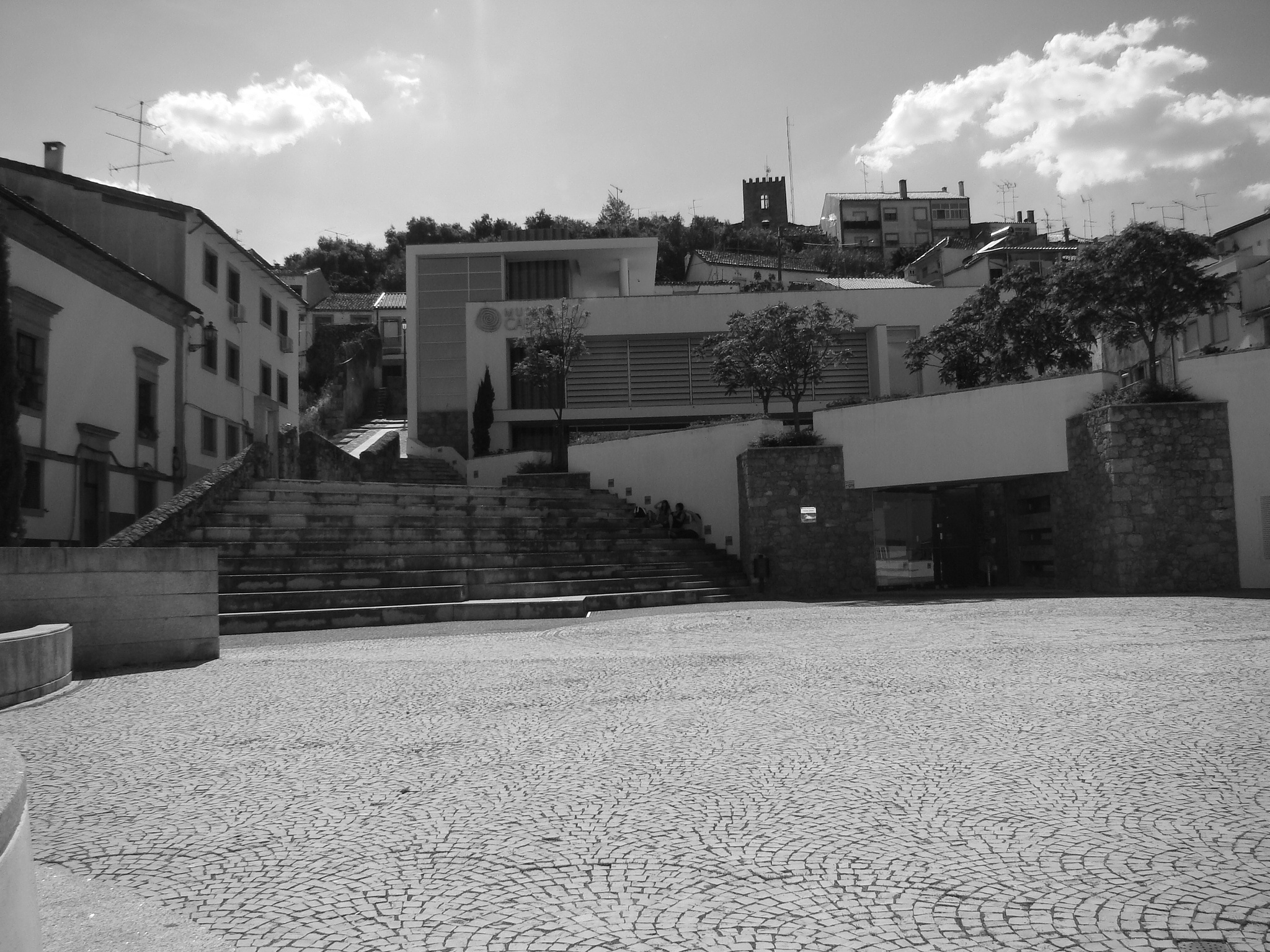
Exterior do Museu Cargaleiro em Castelo Branco - Praça Manuel Cargaleiro.

## Homenagens

### Condecorações e medalhas
- Comendador da Ordem Militar de Sant'Iago da Espada de Portugal, pelo Presidente da República, António Ramalho Eanes, em 30 de junho de 1983.[9]
- Grau de Officier des Arts et des Lettres, atribuído pelo Governo Francês, em 1984.
- Grã-Cruz da Ordem do Mérito, pelo Presidente da República, Mário Soares, em 4 de fevereiro de 1989.[9]
- Medalha de Mérito Distrital de Setúbal, atribuída no âmbito das comemorações do Dia de Portugal, em Setúbal, em 1991.
- Medalha de Ouro da Câmara Municipal de Almada, em 1994.
- Medalha de Honra do Seixal, em 1999.
- Medalha de Ouro do Concelho de Vila Velha de Ródão, em 2014.[10][2]
- Grã-Cruz da Ordem do Infante D. Henrique, pelo Presidente da República, Marcelo Rebelo de Sousa, em 16 de março de 2017.[9]
- Medalha de Ouro do Concelho de Castelo Branco, em 20 de março de 2017.
- Magister di Civiltà Amalfitana, atribuído na XVII edição do “Capodanno Bizantino”, em Itália, no dia 1 de setembro de 2017
- Grã-Cruz da Ordem de Camões, pelo Presidente da República, Marcelo Rebelo de Sousa, em 16 de fevereiro de 2023.[9]

### Prémios
- Prémio Sebastião de Almeida atribuído pelo Secretariado Nacional da Informação, Cultura Popular e Turismo (SNI), em 1954.
- "Diplome d'Honneur de l'Académie Internationale de la Céramique", no Festival de Cerâmica, em Cannes, no ano de 1955.
- 1.º prémio do concurso para o revestimento em cerâmica dos edifícios da Cidade Universitária de Lisboa,[11] em 1955.
- Troféu Lusíada, atribuído anualmente pelo Elos Clube, às individualidades que se distinguiram na divulgação de Portugal no estrangeiro, em 1984.
- 1.º Grande Prémio Internacional Viaggio attraveso la Cerâmica de Vietri sul Mare, em Itália, em 1999.
- Prémio Projeto Internacional Museus/Fundações Manuel Cargaleiro, em Portugal e na Itália, pela APOM – Associação Portuguesa de Museologia, em 2012.
- Prémio Obra de Vida. de 2014, do projeto SOS Azulejo, dedicado à salvaguarda e valorização do património azulejar português e coordenado pelo Museu da Polícia Judiciária.[12][2]

### Outras homenagens
- O seu nome foi atribuído à Escola Secundária Manuel Cargaleiro, localizada no Fogueteiro, freguesia de Amora, concelho do Seixal.[13]
- O seu nome foi atribuído à Praça Manuel Cargaleiro sita no exterior do Museu Cargaleiro, em Castelo Branco (Portugal).
- O seu nome foi atribuído à Rua Mestre Manuel Cargaleiro, em Vila Velha de Ródão (sede do concelho de onde é natural), junto do principal centro cultural da vila.

## Espaços museológicos

### O Museu Cargaleiro (Castelo Branco)
Parte da sua obra encontra-se em exposição permanente no Museu Cargaleiro, onde se encontra a coleção da Fundação Manuel Cargaleiro.
O objetivo genérico da coleção segue o percurso artístico de Manuel Cargaleiro, nas diversas fases de linguagens artísticas que atravessa, e nos contactos que realiza no decorrer da sua interação com o mundo da arte. Para além das suas obras, é expresso pelo artista um interesse em múltiplas perspetivas da criação artística, destacando-se a integração de diversos núcleos de obras de arte que remetem para áreas e épocas históricas distintas.

### Museu-Oficina de Artes Manuel Cargaleiro - Seixal
No Seixal existe um espaço museológico dedicado à divulgação da vida e obra do artista.